# Grub (Rattenberg)
Grub ist ein Gemeindeteil der Gemeinde Rattenberg im niederbayerischen Landkreis Straubing-Bogen. Bis zum 30. Juni 1971 bestand im Landkreis Kötzting die Gemeinde Grub.

## Lage
Das Dorf Grub liegt im Bayerischen Wald in etwa dreieinhalb Kilometer Luftlinienentfernung zum Ortskern von Rattenberg an der Kreisstraße SR 37.

## Geschichte
Bei der Volkszählung 1961 hatte die Gemeinde Grub im damaligen Landkreis Kötzting 324 Einwohner und ein Gebiet von 761,96 Hektar. Die Gemeinde bestand aus den Dörfern Grub, Kothrettenbach und Untergschwandt, aus den Weilern Hammersdorf, Liebenau, Nasting, Obergschwandt, Weiherhäusl und Weihermühle und der Einöde Kagerhof. Der größte Gemeindeteil war zu diesem Zeitpunkt das Dorf Untergschwandt mit 78 Einwohnern und 18 Wohngebäuden. Das Dorf Grub hatte 39 Einwohner und 12 Wohngebäude. Im Zuge der Gebietsreform in Bayern wurde die Gemeinde Grub zum 1. Juli 1972 aufgelöst und der Gebietsteil mit den Gemeindeteilen Grub, Hammersdorf, Obergschwandt und Untergschwandt wurde in die Gemeinde Rattenberg im neu entstandenen Landkreis Straubing-Bogen eingegliedert, das Gebiet mit Kagerhof, Kothrettenbach, Liebenau, Nasting, Weiherhäusl und Weihermühle kam zur Gemeinde Zandt im oberpfälzer Landkreis Cham. 
1987 hatte das Dorf Grub 38 Einwohner und elf Wohngebäude.